# Atherinops
Atherinops is een monotypisch geslacht van straalvinnige vissen uit de familie van koornaarvissen (Atherinopsidae).

## Soort
- Atherinops affinis (Ayres, 1860)